# Cathryn Boch
Cathryn Boch, née en 1968 à Strasbourg est une artiste française. Elle vit et travaille à Marseille.

## Biographie
Elle est diplômée de l’École supérieure des Arts décoratifs de Strasbourg en 1996. 
Entre 1995 et 2001, elle fait partie de groupe d'activistes dites Pisseuses, qui recouvre à la craie les murs de Strasbourg de cadavres-exquis. Elle expose à partir de 2008. Elle vit et travaille à Marseille. 
Cathryn Boch travaille à partir de cartes routières, vues aériennes, relevés topographiques, plans d’occupation des sols qu'elle coud, dessine pour créer de nouveaux mondes imaginaires et improbables. Une fois les dessin achevés, elle applique du sucre glace et de la Bétadine, un puissant antiseptique, puis elle les froisse.

## Expositions personnelles
- N 48° 51’ 47’’ E 2° 21’ 24’’, galerie Claudine Papillon, Paris, 2013
- Plateau expérimental, Frac Paca, Marseille, 2015
- Nomades, galerie Claudine Papillon, Paris, 2016

## Expositions collectives
- Tissage/Tressage... quand la sculpture défile, Fondation Villa Datris, 2018[4]
- Aux petites filles modèles - Sylvie Auvray, Cathryn Boch, Béatrice Cussol, Fleur Noguera, Centre d'art le LAIT, Albi et Castres, septembre-décembre 2009[5].